# Stellenbosch
Stellenbosch er den næstældste europæiske bosætning i provinsen Western Cape i Sydafrika efter Cape Town og ligger 50 km nordøst for Cape Town langs bredden af Eerste River. Byen blev kendt som City of Oaks eller Eikestad på afrikaans på grund af sit store antal egetræer, som byens grundlægger, Simon van der Stel, lod plante langs gaderne.
Stellenbosch University ligger i byen og Technopark Stellenbosch er et moderne forretnings– og forskningskompleks, som ligger i den sydlige del af byen nær Stellenbosch golfbane.
Byen siges at være hjertet af afrikanerkulturen på grund af det store antal akademikere og studenter, som har levet og studeret her.

## Befolkning
Stellenbosch har en befolkning på 117.713 pr. 2001. Hertil kommer det varierende antal studenter i byen. Befolkningen taler primært afrikaans med store xhosa og engelsksprogede minoriteter. Den sorte befolkning taler primært xhosa, mens hvide taler afrikaans eller engelsk. De farvede (blandede racer og efterkommere af khoisan) er primært afrikaanssprogede og er i majoritet i byen.

## Økonomi
Stellenbosch–, Paarl– og Franschhoek–dalene udgør Cape Winelands, den største af de to vigtigste vinregioner i Sydafrika. Den sydafrikanske vinindustri producerer omkring en million liter vin om året. Stellenbosch er det primære sted for kultivering af, og forskning i, vindruer. Professor Abraham Isak Perold var den første professor i kultivering af vindruer ved universitetet i Stellenbosch. Stellenbosch vinrute, som blev etableret i 1971, er et verdenskendt og populært turistmål.

## Navn
Stellenbosch har sit navn fra byens grundlægger, Kapkoloniens sidste guvernør, Simon van der Stel, som tillige har lagt navn til flåde- og havnebyen Simon's Town.

## Eksterne links
- Wikimedia Commons har flere filer relateret til Stellenbosch
- Forfattere fra Stellenbosch
- Officielle hjemmeside Arkiveret 5. marts 2016 hos  Wayback Machine
- Officielle turistguide Arkiveret 23. juli 2012 hos  Wayback Machine
- Cape Winelands Tourism Arkiveret 24. september 2004 hos  Wayback Machine
- Helderberg
- Billeder fra Stellenbosch Arkiveret 28. september 2007 hos  Wayback Machine